# باول باينز (عالم سياسة)
باول باينز (بالإنجليزية: Paul Baines)‏ هو عالم سياسة بريطاني، ولد في 9 مايو 1973.